# 466 Tisiphone
Tisifone (ufficialmente 466 Tisiphone) è un asteroide della fascia principale del diametro medio di circa 115,53 km. Scoperto nel 1901, presenta un'orbita caratterizzata da un semiasse maggiore pari a 3,3586964 UA e da un'eccentricità di 0,0825022, inclinata di 19,16283° rispetto all'eclittica.
Stanti i suoi parametri orbitali, è considerato un membro della famiglia Cibele di asteroidi.
Il suo nome è dedicato ad Tisifone, nella mitologia greca una delle tre Erinni, incaricata di castigare i delitti di assassinio.